# Nikon Coolpix 5700
Le Nikon Coolpix 5700 est un appareil photographique numérique de type bridge fabriqué par Nikon de la série de Nikon Coolpix.
Commercialisé en juin 2002, le 5700 est le tout premier bridge de Nikon. De dimension respectable : 10,8 × 7,6 × 10,2 cm, son boîtier de forme ergonomique lui assure une bonne prise. Il possède une définition de 5,0 mégapixels et est équipé d'un puissant zoom optique de 8x.

Sa portée minimum de la mise au point est de 50 cm mais ramenée à 3 cm en mode macro.

Il possède également le système "D-lighting" développé par Nikon qui permet éclaircir les zones sous-exposées d'une image directement à partir de l'appareil.

Son automatisme gère 15 modes Scène pré-programmés afin de faciliter les prises de vues (paysage, portrait, macro, musée, fête/intérieur, rétro-éclairage, plage/neige, portrait nuit, feu d'artifice, nocturne, aube/crépuscule, assistant de panorama, reproduction, sports, coucher de soleil).

L’ajustement de l'exposition est automatique et permet également un mode manuel avec un ajustement dans une fourchette de ±2.0 par paliers de 0,33 EV.

La balance des blancs se fait de manière automatique, mais également semi-manuelle avec des options pré-réglées (lumière incandescent, tubes fluorescents, nuageux, éclair, lumière du jour, lumière teintée).

La fonction "BSS" (Best Shot Selector) sélectionne parmi dix prises de vues successives, l'image la mieux exposée et l'enregistre automatiquement.

Son flash incorporé a une portée effective de 0,5 à 4 m en grand-angle et 0,5 à 2,8 m en téléobjectif et dispose de la fonction atténuation des yeux rouges. L'appareil est équipé d'une griffe porte-flash synchronisée.

Son mode rafale permet des prises de vues à 1,5 et 3 images par seconde.
Nikon a arrêté sa commercialisation en 2006.

## Caractéristiques
- Capteur CCD taille 2/3 pouce : 5,24 millions de pixels, effective : 5,0 millions de pixels
- Zoom optique : 8x ; numérique : 4x
  - Distance focale équivalence 35 mm : 35-280 mm
  - Ouverture de l'objectif : F/2,8-F/4,2
- Vitesse d'obturation : 8 à 1/4000 seconde
- Sensibilité : auto ISO 100 à 400 et manuel ISO 100 - 200 - 400 et 800
- Contrôle d'exposition : P, S, A, M
- Stockage : CompactFlash type I et II et Microdrive - pas de mémoire interne
- Définition image maxi : 2560 × 1920 au format JPEG, TIFF et RAW.
- Autres définitions : 2560 × 1704, 1600 × 1200, 1280 × 960, 1024 × 768 et 640 × 480
- Définitions vidéo : 320 × 240 à 15 images par seconde par séquence de 60 secondes au format QuickTime.
- Connectique : USB, audio-vidéo composite
- Écran LCD pivotant de 1,5 pouce - matrice active TFT de 110 000 pixels
- Batterie propriétaire rechargeable Lithium-ion type EN-EL1.
- Poids : 480 g sans accessoires (batteries-mémoire externe) - 512 g avec accessoires.
- Finition : noir.